# Richtersia farcimen
Richtersia farcimen är en rundmaskart. Richtersia farcimen ingår i släktet Richtersia och familjen Richtersiidae. Inga underarter finns listade i Catalogue of Life.